# Strîhalnea, Boureni
Strîhalnea (în ucraineană Стригальня) este un sat în așezarea urbană Boureni din raionul Boureni, regiunea Transcarpatia, Ucraina.

## Demografie
Componența lingvistică a localității Strîhalnea
     Ucraineană (99,61%)
     Alte limbi (0,39%)
Conform recensământului din 2001, majoritatea populației localității Strîhalnea era vorbitoare de ucraineană (99,61%), existând în minoritate și vorbitori de alte limbi.